# 茂住站

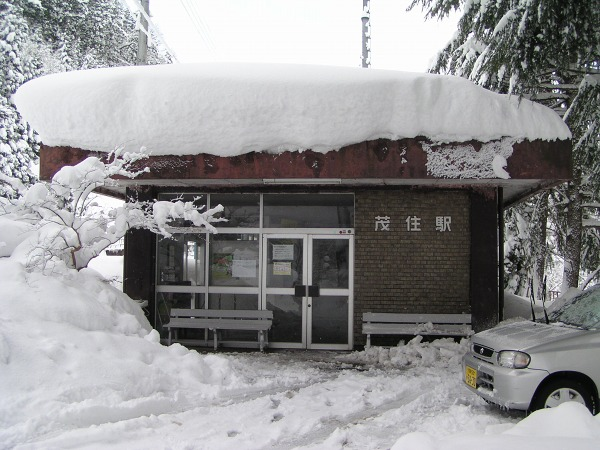
冬天的茂住站（2005年12月）

茂住站（日语：／ Mozumi eki */?）是位於岐阜縣飛驒市神岡町西茂住，神岡鐵道的神岡線車站（廢站）。

## 歷史
此站曾經設有神岡礦山茂住坑洞，該處出產鋅和鉛等礦物。曾經設有輕便鐵道（神岡軌道）連接該處至豬谷站之間，以運送礦石之用。在1966年，日本國有鐵道（國鐵）神岡線啟用後改由此線運送，但是在翌年廢除。另外，神岡礦山在2001年中止開採。
- 1966年（昭和41年）10月6日 - 日本國有鐵道（國鐵）神岡線車站啟用[1]。當時可處理旅客和貨物[1]。
- 1971年（昭和46年）10月1日 - 結束處理貨物[1][2]。同時成為無人車站[3]。
- 1984年（昭和59年）10月1日 - 神岡鐵道繼承神岡線[1]。
- 2006年（平成18年）12月1日 - 車站廢除。

## 車站構造
截至車站廢除前，車站是一座地面車站，啟用當初設有1面2線的島式月台，後來靠近車站大樓的1線被撒走，使月台與車站大樓不需要通過站內平交道。
車站大樓使用磚頭建成的建築物，大樓內設有候車室、車站事務室和廁所。候車室內部設有售票處。在成為無人車站後，車站事務室被封鎖，售票處被板圍封，檢票的柵欄被撤走，廁所被鎖上鍵，而候車室內小行李櫃臺仍然維持原狀。
月台上設有福祿壽木像。

## 車站周邊
車站附近的村落位於高原川對面岸。站前與村落設有大橋連接。此站最接近東京大學宇宙線研究所附屬神岡宇宙素粒子研究設施和超級神岡探測器。
- 神岡礦山（日语：神岡鉱山）茂住坑
- 金龍寺（金森宗貞邸址）
- 國道41號

## 相鄰車站
神岡鐵道
神岡線
飛驒中山－茂住－漆山

## 注腳
1. 1 2 3 4 5  石野哲（編）. . JTB. 1998: 172. ISBN 978-4-533-02980-6 （日语）.
2. ↑  . 官報. 1971-09-29 （日语）.
3. ↑  . 鐵道公報 (日本國有鐵道總裁室文書課). 1971-09-29: 5 （日语）.